# Patrick Nyarko
Patrick Nyarko (Kumasi, 15 januari 1986) is een Ghanees voetballer. Hij debuteerde in 2008 in het betaald voetbal in het shirt van Chicago Fire. Daarvoor speelde hij vervolgens meer dan 175 competitiewedstrijden.

## Clubcarrière
Nyarko werd in de MLS SuperDraft 2008 als zevende gekozen door Chicago Fire. Hij maakte op 15 juni 2008 tegen FC Dallas zijn MLS debuut en scoorde op 2 augustus 2008 tegen Chivas USA zijn eerste competitiedoelpunt.

## Interlandcarrière
Nyarko maakte op 29 februari 2012 in een vriendschappelijke interland tegen Chili zijn debuut voor Ghana. Na rust verving hij Sulley Ali Muntari. Door een in de 90e minuut door Matías Fernández benutte strafschop eindigde de wedstrijd in een 1-1 gelijkspel.